# Golunda ellioti
Golunda ellioti är en däggdjursart som beskrevs av Gray 1837. Golunda ellioti är ensam i släktet Golunda som ingår i familjen råttdjur. IUCN kategoriserar arten globalt som livskraftig. Inga underarter finns listade i Catalogue of Life.
Denna gnagare förekommer i Indien och i angränsande regioner av Pakistan, Nepal och Bangladesh. Dessutom finns två avskilda populationer i södra Iran och i Sri Lanka. Artens habitat varierar mellan skogar, buskskogar och gräsmarker. Den kan leva i kyliga öknar. Golunda ellioti är vanlig på jordbruksmark.
Råttdjuret påminner lite om en sork i kroppsbyggnaden. Det blir 11 till 16 cm lång (huvud och bål) och har en 9 till 13 cm lång svans. Vikten är 50 till 80 gram. Pälsen kan vara mjuk eller borstliknande beroende på population. Färgen på ovansidan varierar mellan gulbrun, rödbrun, mörkbrun och gråaktig och buken är ljusgrå till vitaktig, ibland med blå skugga.
Individerna kan vara aktiva på dagen och på natten. De går främst på marken och klättrar ibland i växtligheten. Golunda ellioti bygger klotrunda bon av växtdelar som göms i buskar eller högt gräs. I öknar grävs underjordiska hålrum där boet placeras. Hos arten förekommer ensam levande exemplar och mindre flockar. Under en studie i Indien fångades dräktiga honor mellan mars och april. De hade 5 till 10 ungar per kull. I ett annat område registrerades bara 3 till 4 ungar per kull.
Arten äter ofta blommor och unga skott av kaffeplantor och den betraktas därför som skadedjur. I Sri Lanka där kaffeodlingen är nästan helt inställd minskade även råttdjurets bestånd.